# کلید دوما
کلید دوما (انگلیسی: Duma Key) رمانی از استیون کینگ است که در سال ۲۰۰۸ توسط انتشارات پسران چارلز اسکریبنر منتشر شده است.